# ألبيرتينا راميريز
ألبيرتينا راميريز (بالإسبانية: Albertina Ramírez)‏ هي قائدة دينية نيكاراغوية، ولدت في 28 أبريل 1898 في ماناغوا في نيكاراغوا، وتوفيت في 20 يوليو 1979 في غرناطة (نيكاراغوا) في نيكاراغوا.